# ماريسا براندت
ماريسا براندت (هانغل: 박윤정) (بالإنجليزية: Marissa Brandt)‏ هي لاعبة هوكي الجليد أمريكية وكورية جنوبية، ولدت في 18 ديسمبر 1992 في سول في كوريا الجنوبية.

## وصلات خارجية
- ماريسا براندت على موقع EliteProspects.com (الإنجليزية)
- ماريسا براندت على موقع أوليمبيديا (الإنجليزية)